# Komplex (kemi)
Ett komplex eller en koordinationsförening är inom kemi en sammansatt jon med vanligtvis en metallatom eller metalljon i mitten och olika antal atomer, joner eller små molekyler som omger centralatomerna eller centraljonerna. De omgivande atomerna etcetera kallas ligander. Det antal atomer som direkt binder till metallatomen kallas komplexets koordinationstal och kan vara till exempel 4, 6 eller 8. Olika ligander kan bidra med olika antal bindande atomer, exempelvis EDTA nedan som binder med sex atomer till kobolt. Komplexet får alltså koordinationstalet 6 men har endast en ligand.
Ett exempel på en komplexbildare är liganden EDTA som bildar kelatkomplex och som användes vid komplexometriska titreringar.

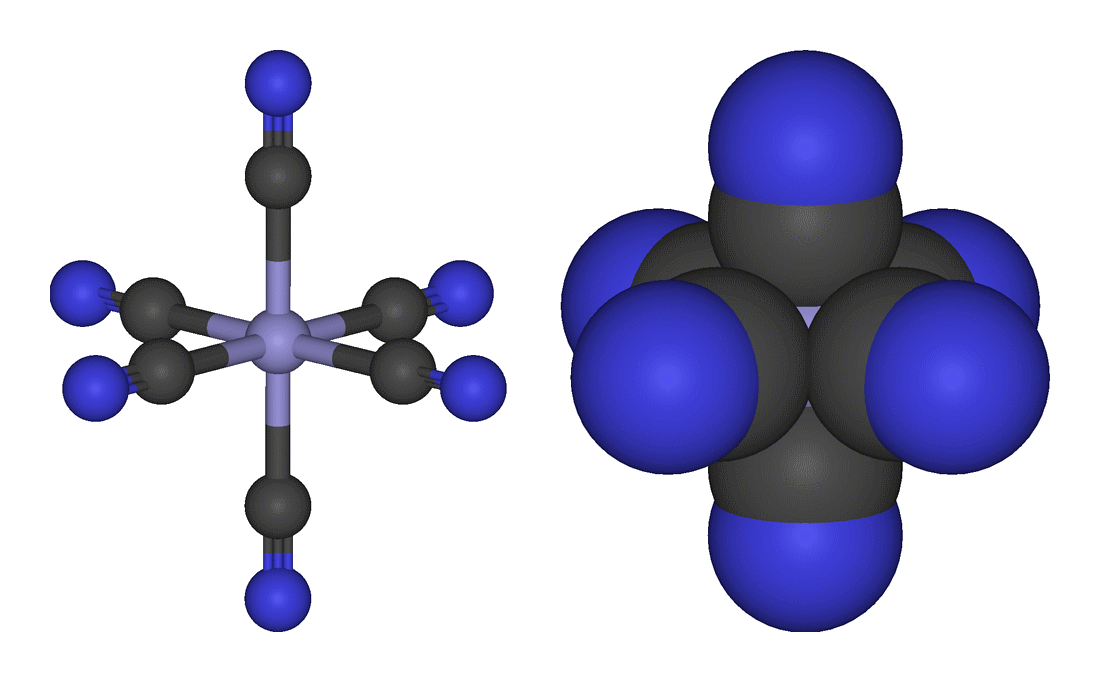
Ferrocyanid-jonen med sex cyanidjoner bundna till en järnjon
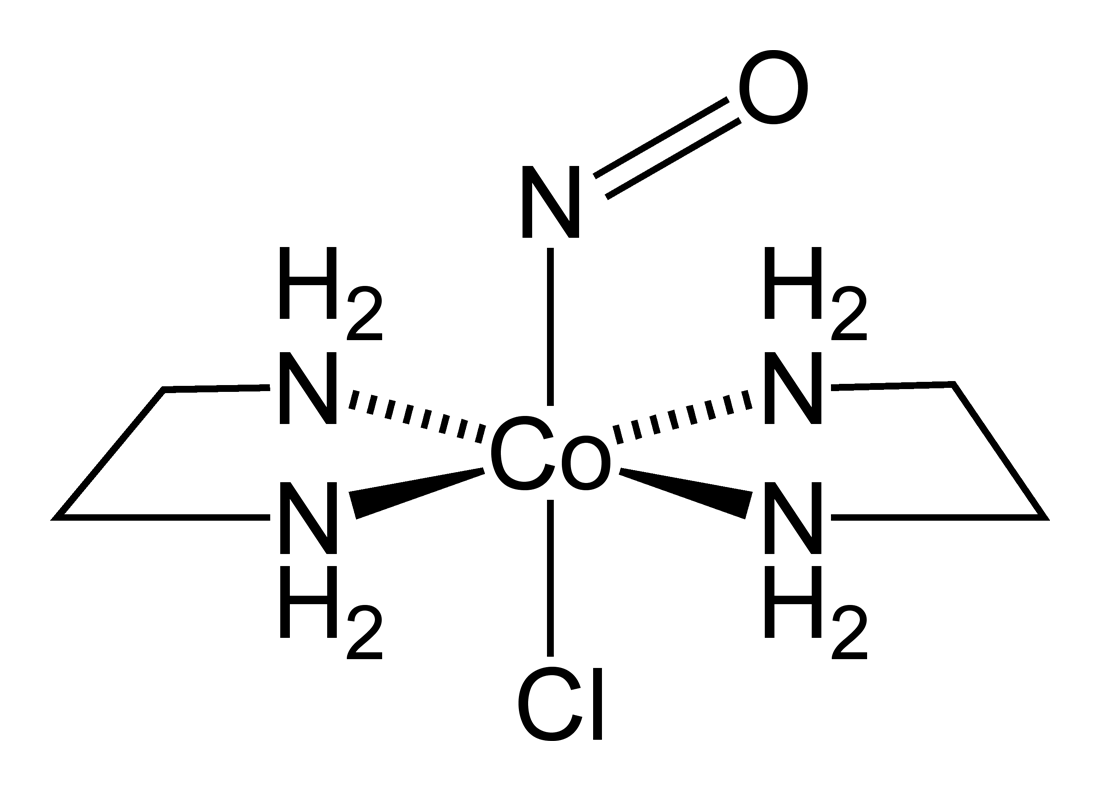
Kobolt i komplex med två diamin-molekyler, en kloridjon och en NO-ligand
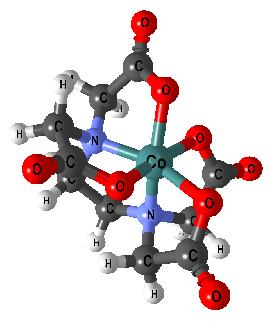
Kobolt-EDTA-komplex
Hemoglobin, där centrum innehåller järn